# Kazimierz Gustaw Zemła
Gustaw Zemła, né le 1er novembre 1931  à Jasienica Rosielna, est un sculpteur polonais, professeur à l'Académie des beaux-arts de Varsovie.

## Biographie
Kazimierz Gustaw Zemła a fait ses études de sculpture à l'Académie des beaux-arts de Varsovie de 1952 à 1958. Il y est ensuite enseignant et occupe dans les années 1973-1976 la fonction de vice-recteur. Dans les années 1983-1986, il est doyen de sa faculté.
Il soutient sa thèse de doctorat en 1964 et est nommé professeur en 1987. Il est membre de l'Académie polonaise des arts et sciences.
Depuis 2006 il est membre du Conseil des programmes de la Fondation Centrum Twórczości Narodowej.
Son œuvre est spécialisée dans les sculptures monumentales et sacrées, mais aussi de petite taille, comme la statuette du Prix Nike.

## Œuvres marquantes
Gustaw Zemła est l'un des sculpteurs polonais contemporains les plus connus.
Il est notamment l'auteur des monuments consacrés :
- aux Insurgés de Silésie à Katowice,
- à Władysław Broniewski à Płock,
- aux victimes de l'Insurrection de Varsovie : Tombés, mais invaincus (pl) à Varsovie,
- à Ludwik Waryński (pl) à Varsovie,
- à Jean-Paul II (pl) à Mistrzejowice,
- à la Bataille de Monte Cassino (pl) à Varsovie,
- à Henryk Sienkiewicz à Varsovie,
- Pomnik Czynu Polaków (pl) à Szczecin,
- au Décalogue (pl) à Łódź,
- à Ernest Malinowski (en) au Pérou,
- à Jean-Paul II (pl) à Katowice,
- à Jean-Paul II (pl) à Suwałki,
- à Jerzy Ziętek (pl) à Katowice,
- à Henryk Sienkiewicz (pl) à Kielce,
- aux victimes du camp nazi du IIIe fort de Pomiechówek[1].

Les monuments de Kazimierz Gustaw Zemła
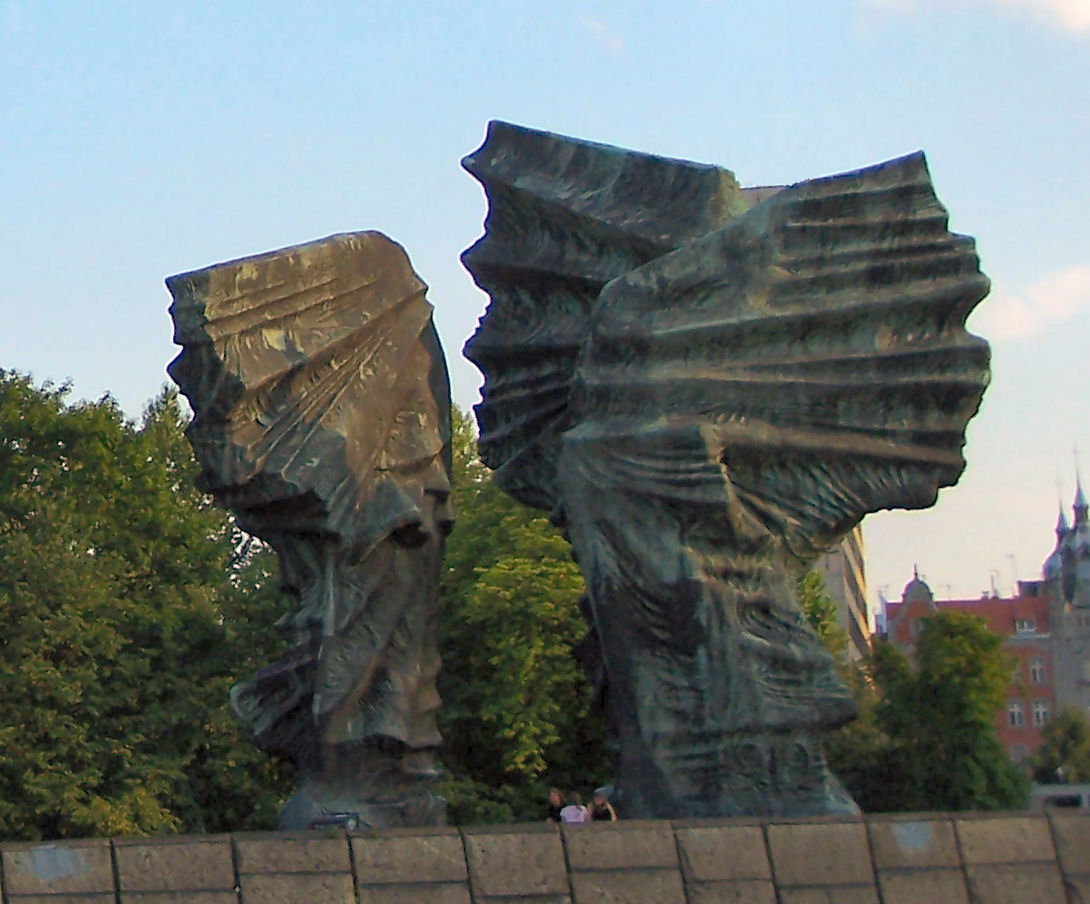
Le monument aux insurgés de Silésie, 1967
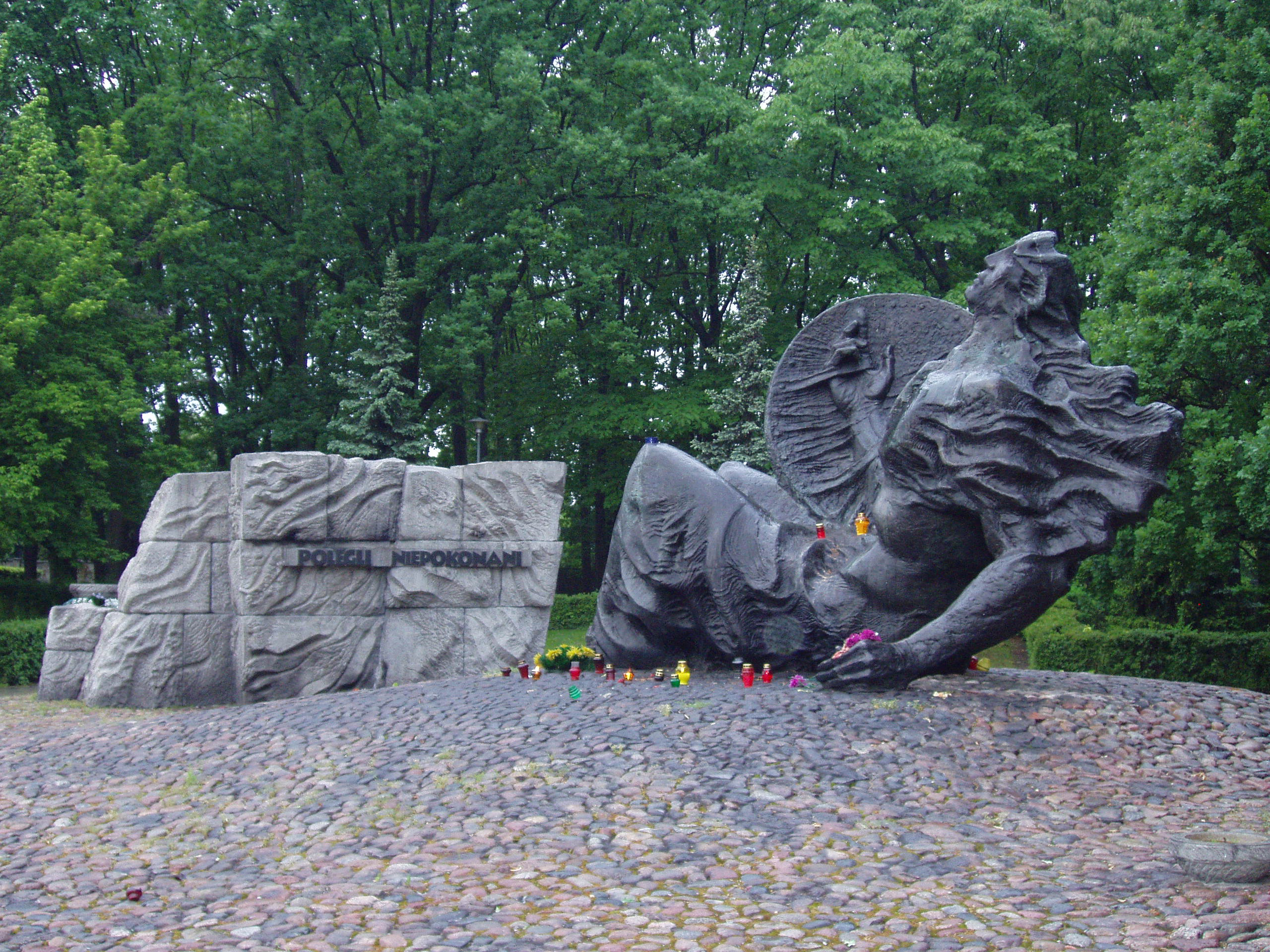
Le monument aux insurgés de Varsovie, 1973
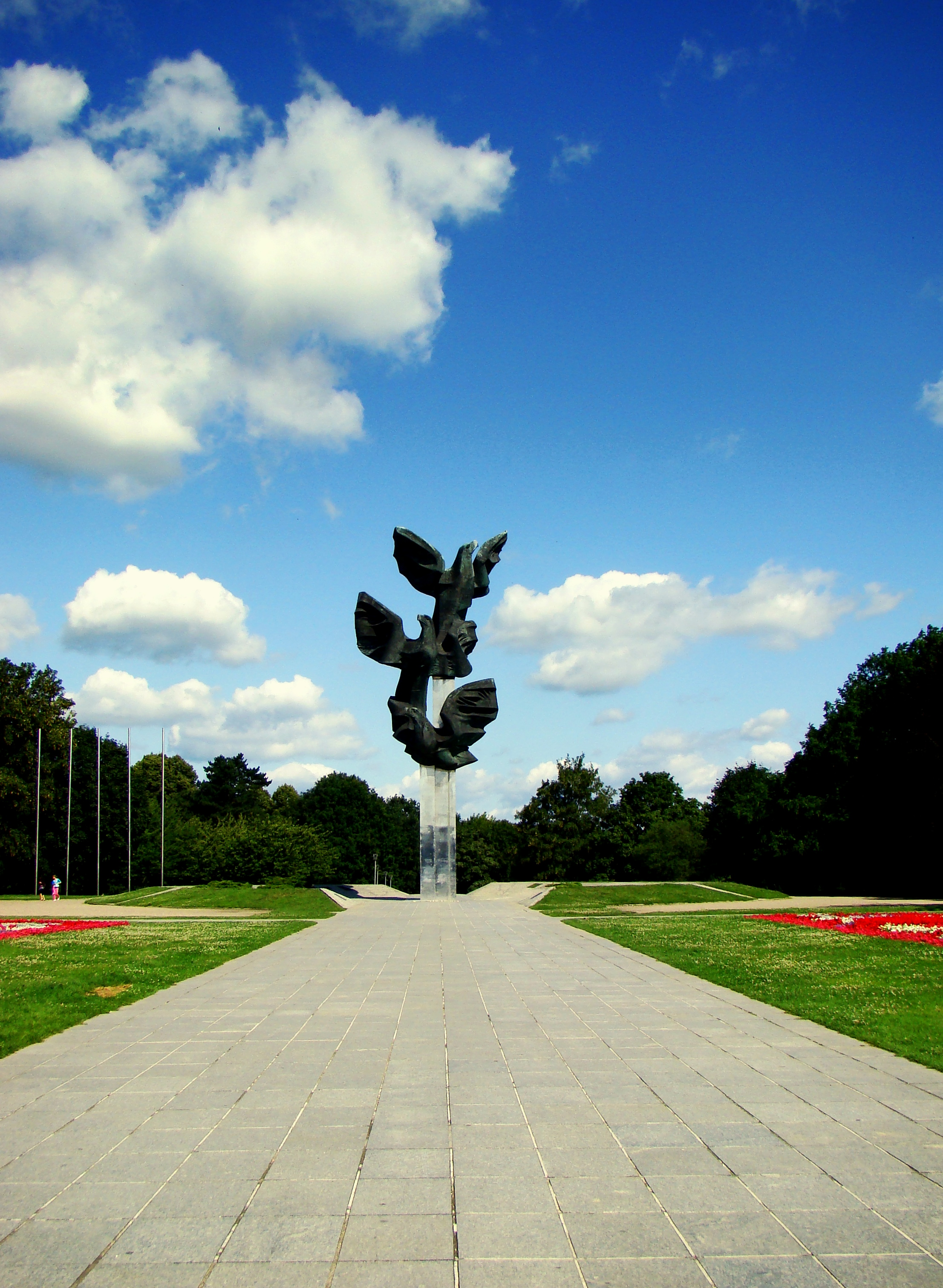
Le monument Czyn Polaków de Szczecin, 1979
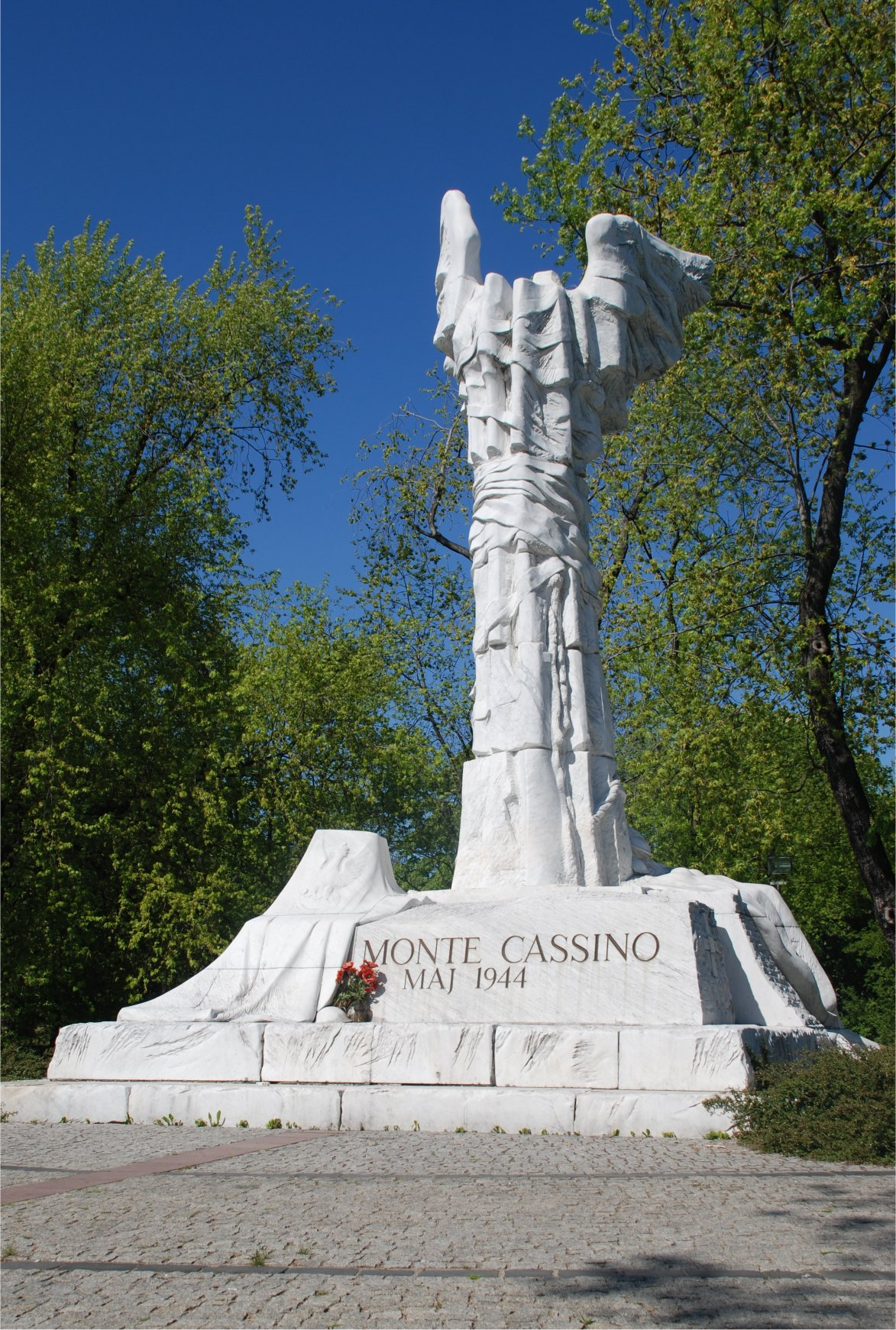
Le monument à la Bataille du Monte Cassino rue Anders à Varsovie
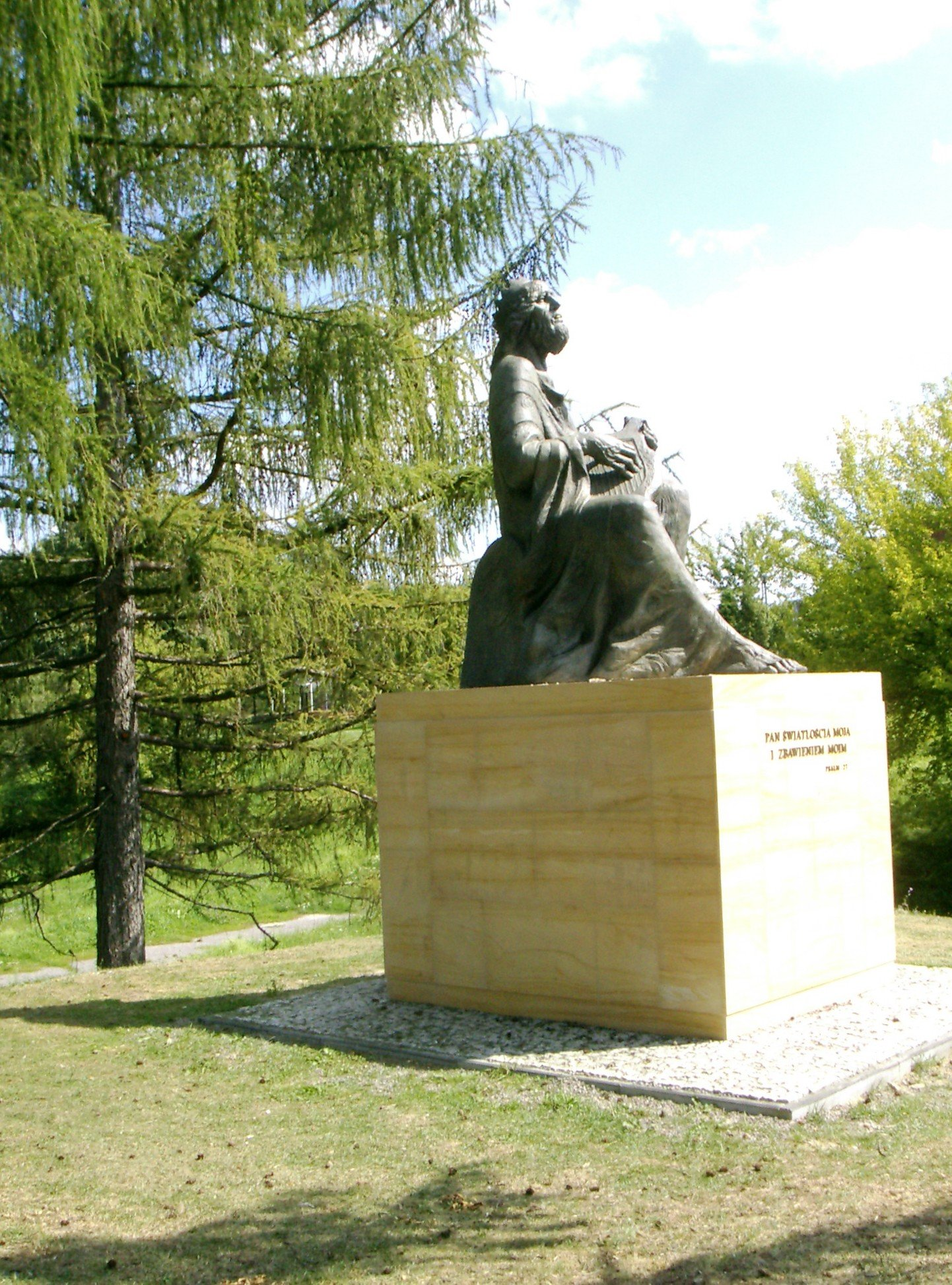
Monument au roi David à Zamość devant la Porte de Lublin.
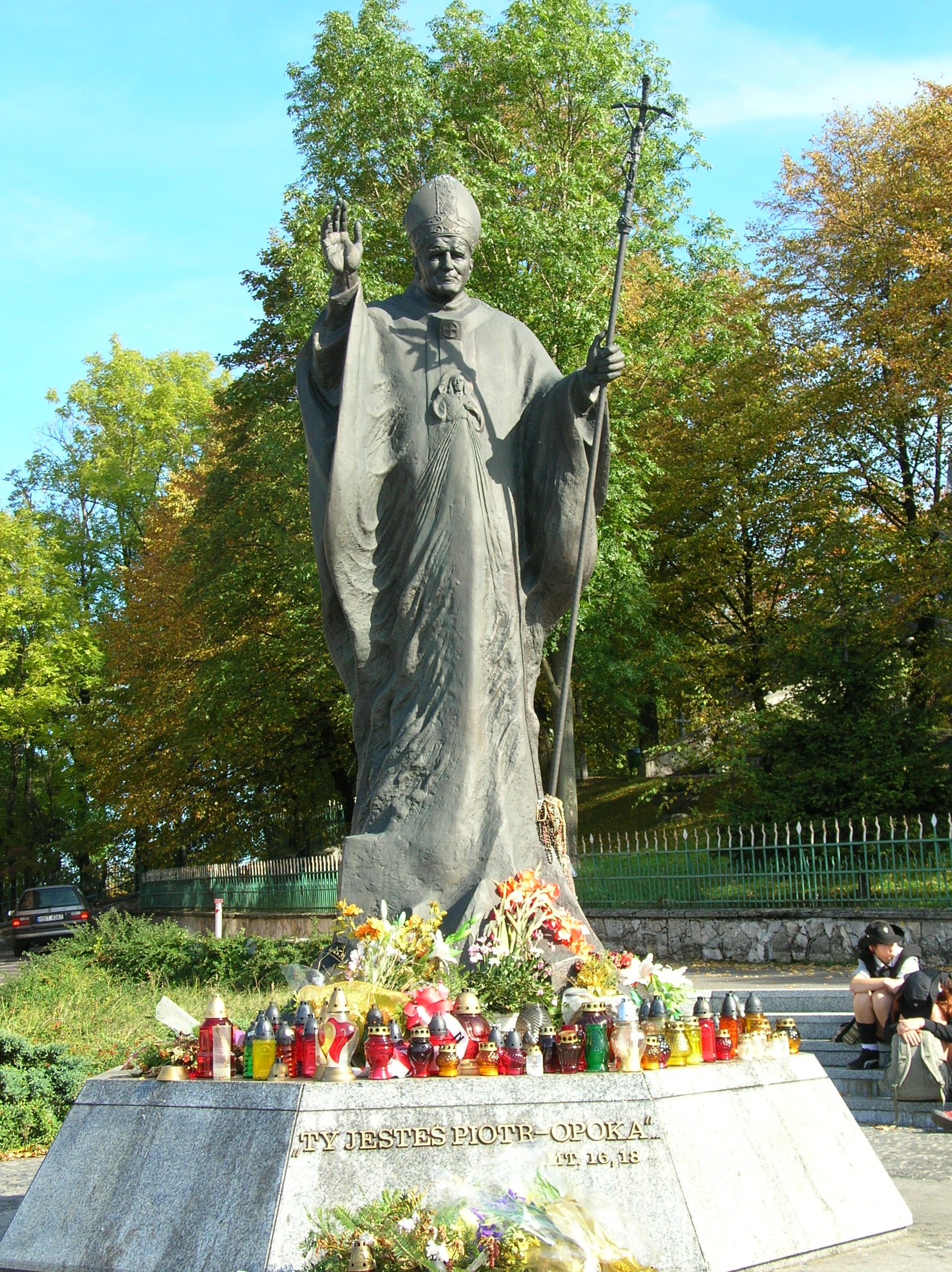
Monument Jean-Paul II au mont Sainte-Anne
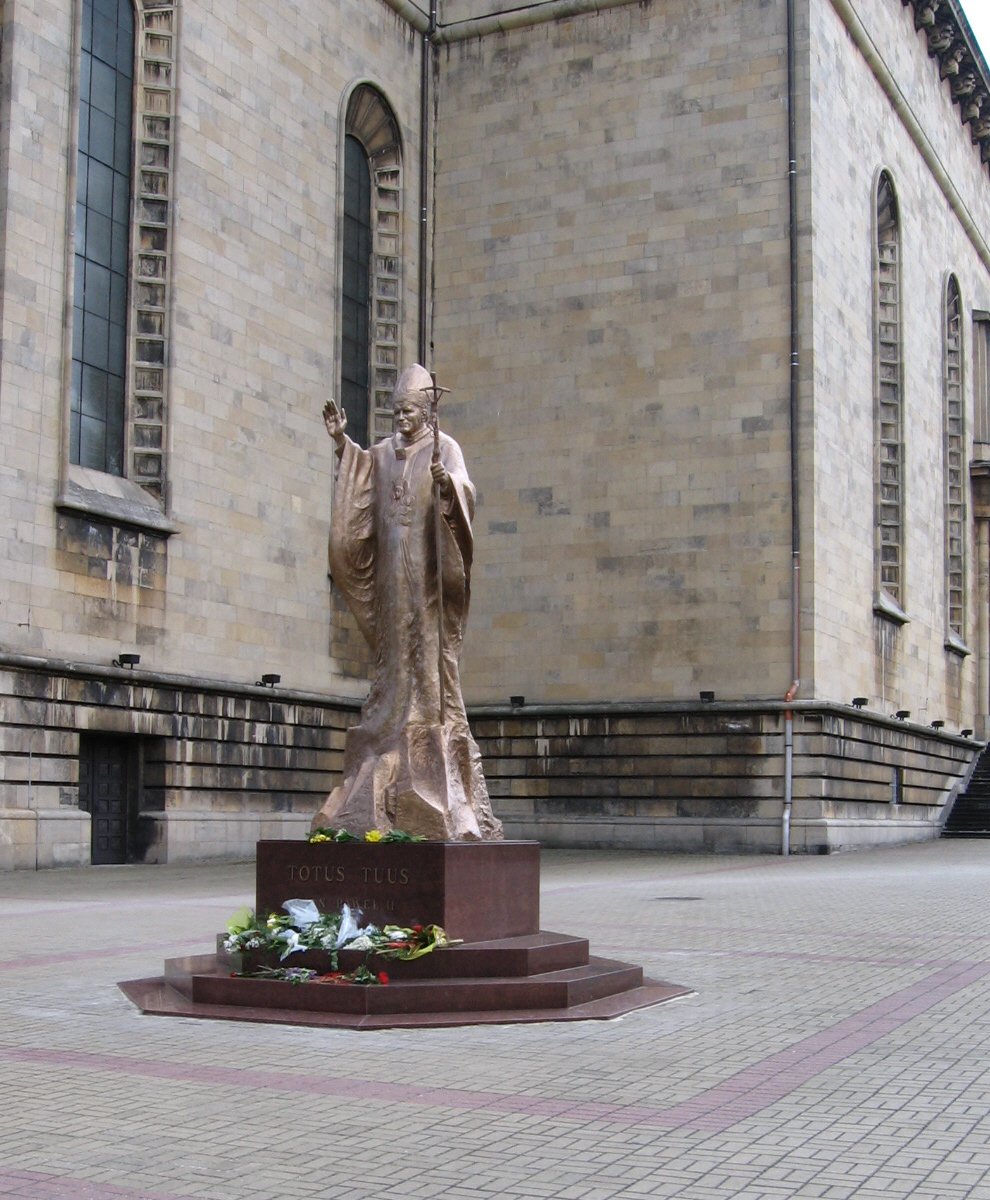
Monument Jean-Paul II à Katowice
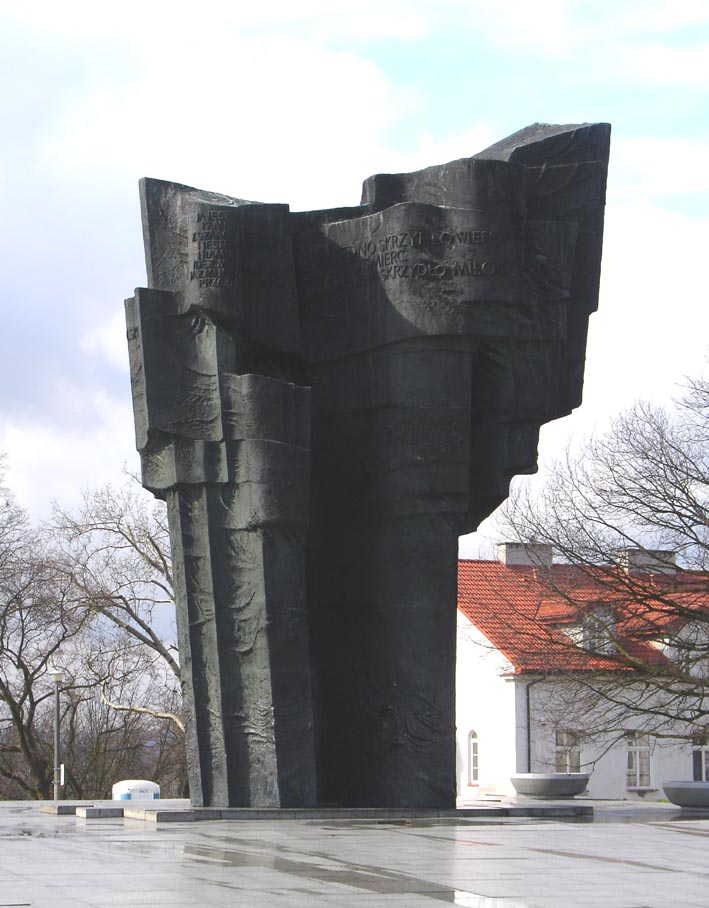
Monument Władysław Broniewski à Płock
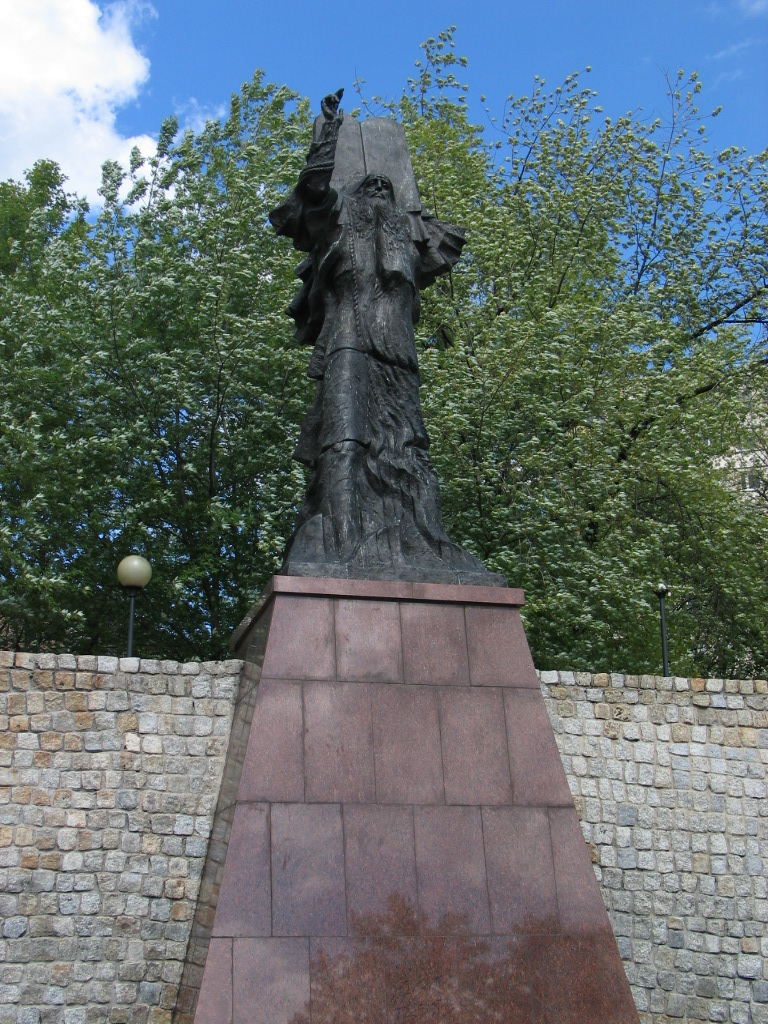
Le Décalogue à Łódź
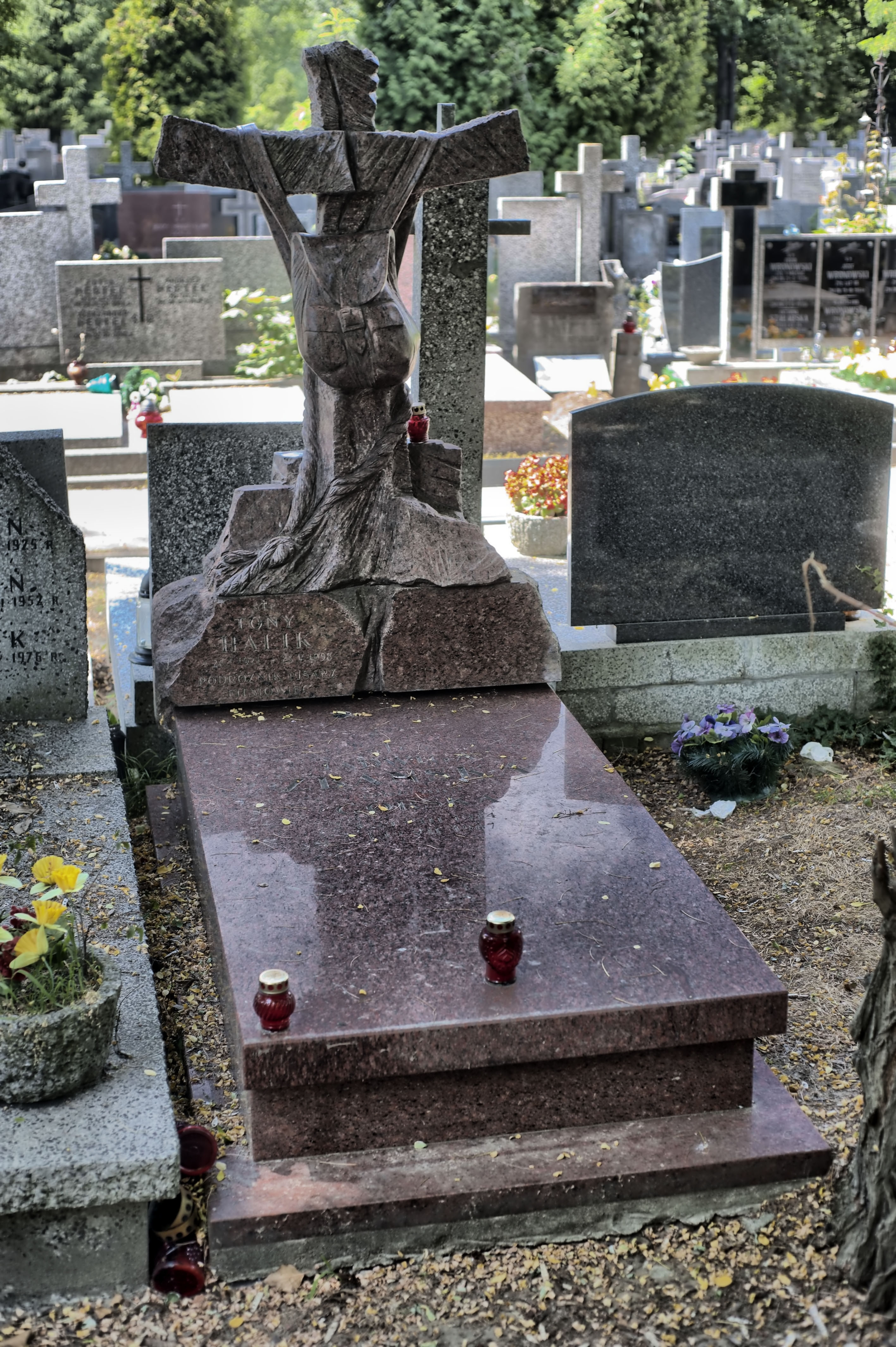
La tombe de Tony Halik (en)

Outre les monuments ci-dessus, il est l'auteur de nombreuses autres statues représentant le pape Jean-Paul II dans toute la Pologne.
Il a aussi sculpté des monuments funéraires, dont celui - au cimetière de Bródno à Varsovie - de Tony Halik (en), vétéran de la résistance française et voyageur célèbre représenté avec un sac à dos.